# ウシバナトビエイ属
ウシバナトビエイ属（Rhinoptera）は、トビエイ目ウシバナトビエイ科の下位分類群の一つ。本属のみでウシバナトビエイ科を構成する。

## 概要
熱帯および温帯海域の大陸棚に生息し、貝などを吸い込むように食べ、丈夫な顎と七列に並ぶ歯でかみ砕く。体は菱形をしており、尾は糸状で細い。尾部には背鰭に細く尖った毒針が１つある。吻は凹凸に凹む。一部食用にしている地域がある。

## 種
本属には2023年現在、8種が属する。すべての種は形態がよく似るため区別しにくい。
- Rhinoptera adspersa J. P. Müller & Henle, 1841 (Rough cownose ray)
- Rhinoptera bonasus (Mitchill, 1815) (Cownose ray)クロガネウシバナトビエイ
- Rhinoptera brasiliensis J. P. Müller, 1836 (Brazilian cownose ray)
- Rhinoptera javanica J. P. Müller & Henle, 1841 (Flapnose ray)　ウシバナトビエイ
- Rhinoptera jayakari Boulenger, 1895 (Oman cownose ray)
- Rhinoptera marginata (É. Geoffroy Saint-Hilaire, 1817) (Lusitanian cownose ray)
- Rhinoptera neglecta J. D. Ogilby, 1912 (Australian cownose ray)
- Rhinoptera steindachneri Evermann & O. P. Jenkins, 1891 (Pacific cownose ray)タイヘイヨウウシバナトビエイ